# خالد الشايجي
خالد عبد اللطيف أحمد الشايجي (1942) شاعر وصحفي كويتي. ولد في مدينة الكويت. مجاز في إدارة الأعمال من كليّة التجارة في جامعة الكويت. توظّف مدة، ووصل إلى درجة وكيل وزارة مساعد، ثمّ تقاعد في 1988. تولّى رئاسة تحرير جريد الرأي العام الكويتيّة، ثم تفرّغ لأعماله الخاصّة. يكتب الشعر والرواية والقصة القصيرة بالإضافة إلى المقالات.

## سيرته
ولد خالد عبد اللطيف الشايج بالكويت عام 1942. أنهى جميع مراحل دراسته فيها وحصل على بكالوريوس إدارة الأعمال من كلية التجارة في جامعة الكويت. فازت أول قصيدة كتبها بجائزة رابطة الأدباء الكويتيين 1978. شغل عدة وظائف في وزارة العدل والاعلام وبلدية الكويت وشركة المشروعات السياحية. عمل موظفاً حتى وصل إلى وظيفة أمين عام للمجلس البلدي بدرجة وكيل وزارة مساعد ثم تقاعد منذ عام 1988. وتولى رئاسة تحرير جريدة الرأي العام الكويتية اليومية في 1992-93، ثم تركها لأعماله الخاصة. عيّن رئيسًا/ أمينًا عامًا لرابطة الأدباء الكويتيين، في الفترة بين 2010 إلى 2011.

هو عضو في رابطة الأدباء الكويتيين، وجمعية الصحفيين الكويتيين، ومجل إدارة شركة المشروعات السياحية 1980-83، ومجلس إدارة الجمعية الأعلى للإعلام، ولجنة المؤلفات الإبداعية بالمجلس الوطني للثقافة والآداب 1990 - 94. له مساهمات في العديد من الأمسيات الشعرية والندوات الأدبية.

## شعره
يصف الشايجي شاعرًا بعيدا عن شعر الحداثة «ليس رفضا منه للتجديد، وإنما خوفا منه على اللغة العربية، وضرورة ابتعادها عن الإسفاف أو الفساد، وقد تميز شعره بالنظم الطويل، ومن أحلامه الرغبة في اتصال الواقع المعاصر بالحضارة الإسلامية، لأنه كان يرى أن رجال الفتوحات الإسلامية هو قادة عظماء يتميزون بالبطولة والشخصية الساحرة التي لها القدرة على القيادة والعطاء والسيطرة.» ويكرّم كـشاعر ملتزم«بفكرة الانتماء إلى الأمة العربية، والمحافظة على لغتنا الأم، رافضا المساس بمكوناتهما».

## مؤلفاته
- الفخ، رواية، أنتجها تلفزيون الكويت كأول فيلم روائي تلفزيوني عام 1982.

## وصلات خارجية
- صفحة خالد الشايجي في موقع مؤسسة عبد العزيز سعود البابطين للإبداع الشعري
- في موقع أرشيف المجلات، وصلة أخرى
- في elcinema